# FLASH (Perfumeの曲)
「FLASH」（フラッシュ）は、2016年3月16日にPerfume Records / ユニバーサルJから配信されたPerfumeのデジタルシングル。

## 背景
2016年4月6日にリリースされた6枚目のオリジナルアルバム「COSMIC EXPLORER」から先行配信された。しかし配信されたバージョンの「FLASH」は初回限定盤に付いてくるCDのみに収録されており、共通のCDに収録されている「FLASH (Album-mix)」はアレンジが大きく異なる。
メンバー自身もファンである漫画を映画化した「ちはやふる」の主題歌。ジャケット写真は原作者の末次由紀が書き下ろした。のっち曰く「試合中の鋭い眼光みたいなイメージ」の楽曲。ダンスにはカンフーが取り入れられている。
iTunesのリアルタイムランキングで初の1位を獲得。

## 収録曲
FLASH
作詞・作曲・編曲：中田ヤスタカ
- 映画「ちはやふる -上の句- / -下の句-」主題歌
- 2016年から毎年12月下旬に放送されている、バラエティ特別番組「ビートたけしのオワラボ」のテーマ曲である。
- 横浜DeNAベイスターズの佐々木千隼選手が登場曲として使用している。

## 収録作品
| 収録作品                   | 発売日        | 備考                                                                                        |
| -------------------------- | ------------- | ------------------------------------------------------------------------------------------- |
| COSMIC EXPLORER            | 2016年4月6日  | アルバム本体に"Album-mix"として収録され、初回限定盤特典CDにはオリジナル・ヴァージョン収録。 |
| 無限未来 (ちはやふる盤)    | 2018年3月14日 |                                                                                             |
| Perfume The Best “P Cubed” | 2019年9月18日 |                                                                                             |